# Čavlin
Koordinati:   43°44′08″N, 15°34′52″E
Čavlin je majhen nenaseljen hrvaški otoček v srednjem delu Jadranskega morja.
Čavlin leži okoli 7 km jugozahodno od otoka Murter in okoli 6 km severno od Otoka Žirje. Njegova površina meri 0,102 km², dolžina obalnega pasu je 1,25 km. Najvišji vrh na otočku je visok 33 mnm.